# Diaphananthe pellucida
Diaphananthe pellucida är en orkidéart som först beskrevs av John Lindley, och fick sitt nu gällande namn av Rudolf Schlechter. Diaphananthe pellucida ingår i släktet Diaphananthe och familjen orkidéer. Inga underarter finns listade i Catalogue of Life.